# Леута Павло Іванович
Павло Іванович Леута (25 лютого 1922 — ?) — український радянський політичний діяч, 2-й секретар Луганського сільського обласного комітету КПУ, голова Верхньотеплівського райвиконкому Луганської області.

## Життєпис
Член ВКП(б) з 1943 року. Перебував на відповідальній радянській і партійній роботі.
На 1958 рік — голова виконавчого комітету Верхньотеплівської районної ради депутатів трудящих Луганської області.
17 січня 1963 — грудень 1964 року — 2-й секретар Луганського сільського обласного комітету КПУ.
У грудні 1964 — травні 1975 року — заступник голови виконавчого комітету Луганської обласної ради депутатів трудящих. Одночасно з грудня 1964 до березня 1965 року — начальник управління виробництва і заготівель сільськогосподарських продуктів.
Потім — на пенсії в місті Луганську.

## Нагороди
- орден «Знак Пошани» (26.02.1958)
- медалі